# Saint-Martin-du-Vivier
Saint-Martin-du-Vivier és un municipi francès situat al departament del Sena Marítim i a la regió de Normandia. L'any 2007 tenia 1.784 habitants.

## Demografia

### Població
El 2007 la població de fet de Saint-Martin-du-Vivier era de 1.784 persones. Hi havia 644 famílies de les quals 72 eren unipersonals (24 homes vivint sols i 48 dones vivint soles), 266 parelles sense fills, 282 parelles amb fills i 24 famílies monoparentals amb fills.
La població ha evolucionat segons el següent gràfic:
Habitants censats

### Habitatges
El 2007 hi havia 658 habitatges, 643 eren l'habitatge principal de la família, 3 eren segones residències i 12 estaven desocupats. 657 eren cases i 1 era un apartament. Dels 643 habitatges principals, 610 estaven ocupats pels seus propietaris, 30 estaven llogats i ocupats pels llogaters i 3 estaven cedits a títol gratuït; 20 tenien tres cambres, 86 en tenien quatre i 538 en tenien cinc o més. 583 habitatges disposaven pel capbaix d'una plaça de pàrquing. A 198 habitatges hi havia un automòbil i a 426 n'hi havia dos o més.

### Piràmide de població
La piràmide de població per edats i sexe el 2009 era:
| Homes | Edats   | Dones |
| ----- | ------- | ----- |
| 0     | 95 o +  | 0     |
| 0     | 90 a 94 | 0     |
| 8     | 85 a 89 | 8     |
| 8     | 80 a 84 | 8     |
| 16    | 75 a 79 | 20    |
| 28    | 70 a 74 | 4     |
| 40    | 65 a 69 | 44    |
| 60    | 60 a 64 | 64    |
| 52    | 55 a 59 | 48    |
| 96    | 50 a 54 | 112   |
| 76    | 45 a 49 | 68    |
| 76    | 40 a 44 | 44    |
| 16    | 35 a 39 | 52    |
| 16    | 30 a 34 | 24    |
| 28    | 25 a 29 | 36    |
| 56    | 20 a 24 | 32    |
| 56    | 15 a 19 | 48    |
| 68    | 10 a 14 | 56    |
| 36    | 5 a 9   | 32    |
| 24    | 0 a 4   | 28    |

## Economia
El 2007 la població en edat de treballar era de 1.161 persones, 803 eren actives i 358 eren inactives. De les 803 persones actives 763 estaven ocupades (410 homes i 353 dones) i 40 estaven aturades (20 homes i 20 dones). De les 358 persones inactives 116 estaven jubilades, 156 estaven estudiant i 86 estaven classificades com a «altres inactius».

### Ingressos
El 2009 a Saint-Martin-du-Vivier hi havia 647 unitats fiscals que integraven 1.832 persones, la mediana anual d'ingressos fiscals per persona era de 32.952,5 €.

### Activitats econòmiques
Dels 44 establiments que hi havia el 2007, 1 era d'una empresa alimentària, 3 d'empreses de fabricació d'altres productes industrials, 3 d'empreses de construcció, 5 d'empreses de comerç i reparació d'automòbils, 1 d'una empresa de transport, 3 d'empreses d'hostatgeria i restauració, 3 d'empreses d'informació i comunicació, 6 d'empreses financeres, 5 d'empreses immobiliàries, 11 d'empreses de serveis, 2 d'entitats de l'administració pública i 1 d'una empresa classificada com a «altres activitats de serveis».
Dels 4 establiments de servei als particulars que hi havia el 2009, 1 era un taller de reparació d'automòbils i de material agrícola, 1 fusteria, 1 electricista i 1 agència immobiliària.
L'únic establiment comercial que hi havia el 2009 era una fleca.
L'any 2000 a Saint-Martin-du-Vivier hi havia 6 explotacions agrícoles que ocupaven un total de 147 hectàrees.

## Equipaments sanitaris i escolars
El 2009 hi havia una escola elemental.

## Poblacions més properes
El següent diagrama mostra les poblacions més properes.